# Aşağıkızılkale, Köprüköy
Aşağıkızılkale là một xã thuộc huyện Köprüköy, tỉnh Erzurum, Thổ Nhĩ Kỳ. Dân số thời điểm năm 2011 là 211 người.